# Edna Bay
Edna Bay è un comune degli Stati Uniti d'America, situato nello Stato dell'Alaska e in particolare nella Census Area di Prince of Wales-Hyder.